# Alicja Rumianowska
Alicja Rumianowska – polska śpiewaczka operowa (mezzosopran) i pedagog.

## Życiorys
Absolwentka Akademii Muzycznej w Gdańsku (klasa śpiewu prof. Zofii Janukowicz-Pobłockiej). Wieloletnia solistka Opery Bałtyckiej w Gdańsku. Pedagog Akademii Muzycznej w Gdańsku, doktor habilitowana – habilitacja w 2015 na Akademii Muzycznej we Wrocławiu: praca habilitacyjna w postaci albumu CD pt. Pieśni kompozytorów gdańskich: W. Walentynowicz, K. Pałubicki, H.H. Jabłoński.
Brała udział w nagraniu płyty Moniuszko - Straszny Dwór. Soliści, Chóry i Orkiestra Symfoniczna Akademii Muzycznej im. Stanisława Moniuszki w Gdańsku pod batutą Zygmunta Rycherta nominowanej do Nagrody Muzycznej Fryderyk 2019 w kategorii Muzyka Chóralna, Oratoryjna i Operowa.
W 2016 otrzymała Nagrodę Prezydenta Miasta Gdańska w Dziedzinie Kultury za promocję twórczości kompozytorów gdańskich oraz za działania na rzecz muzyki kaszubskiej.

## Partie operowe
- Fenena (Nabucco, Verdi)
- Jadwiga (Straszny dwór, Moniuszko)
- Magdalena (Rigoletto, Verdi)
- Marcelina (Wesele Figara, Mozart)
- Olga (Eugeniusz Oniegin, Czajkowski)